# Duclos (Québec)
Pour les articles homonymes, voir Duclos.
Duclos est un hameau et un secteur de la municipalité de La Pêche dans Les Collines-de-l'Outaouais au Québec (Canada), à 40 km au nord-ouest de Gatineau.
Le hameau est fondé à l'initiative de missionnaires protestants francophones.

## Toponymie
Il existe deux hypothèses quant à l'origine du nom. Le hameau est nommé soit d'après une fratrie de pionniers, soit d'après Rieul-Prisque Duclos, leur cousin, pasteur de l'Union synodale des Églises évangéliques canadiennes-françaises et de l'Église presbytérienne du Canada,.

## Géographie
Le hameau est situé dans une cuvette agricole, aux abords de la rivière La Pêche. 

## Histoire
En 1869, une mission évangélique tenue par des missionnaires presbytériens suisses et canadiens attire des colons protestants d'origine irlandaise et américaine, de même que des catholiques canadiens français, qui sont 63 à abjurer la paroisse de Sainte-Cécile pour appartenir à la communauté chrétienne de leur voisinage. Une école et la première église presbytérienne de Masham sont fondées en 1880. L'année suivante, un bureau de poste, un magasin général, un forgeron et une sellerie sont ouverts par Sarah, Madison et Augustus Francis Duclos. 
L'ouverture d'une fromagerie en 1900 témoigne du caractère rural du secteur. À l'instar de la communauté voisine d'East Aldfield et d'autres communauté de l'arrière-pays de l'Outaouais, la foresterie occupe une place importante dans les activités du village; une scierie ouvre en 1915. Le hameau est, pendant un temps, desservi par une église et une école. L'église presbytérienne ferme en 1930.
Duclos est originellement érigé dans la municipalité du canton de Masham, elle-même une subdivision du comté d'Ottawa numéro 1 le 1er juillet 1855. Le 24 juillet 1913, la Partie sud du canton de Masham est détachée et constituée en municipalité. Le nom change pour Sainte-Cécile-de-Masham en 1940. Le 28 décembre 1974, la municipalité de Sainte-Cécile-de-Masham est annexée à Aldfield, Wakefield et Masham-Nord, et le hameau est incorporé à la municipalité de La Pêche.

## Services
Dans le schéma d'aménagement et de développement des Collines-de-l'Outaouais, Duclos est considéré comme une aire de service secondaire offrant des services de proximité pour les populations éloignées des noyaux villageois plus importants.
Postes Canada y exploite toujours un bureau de poste.

### Transports
Le secteur est relié au réseau routier supérieur du Québec par le chemin Cléo-Fournier, qui permet l'accès au hameau depuis la route 366. Transcollines fournit un service de taxibus en rabattement aux principaux circuits.